# Дървесно кенгуру на Лумхолц
Дървесното кенгуру на Лумхолц (Dendrolagus lumholtzi) е вид бозайник от семейство Кенгурови (Macropodidae). Видът е незастрашен от изчезване.

## Разпространение и местообитание
Разпространен е в Австралия.